# Responsabilité des attentats du 11 septembre 2001
La Commission nationale sur les attaques terroristes contre les États-Unis a été créée en 2002 pour expliquer comment les attentats du 11 septembre 2001 ont pu se produire et pour éviter que d'autres ne se produisent. Dans son rapport publié fin août 2004, elle établit la responsabilité du réseau Al-Qaida, en affirmant que les dix-neuf terroristes auteurs de ces attentats-suicides en étaient membres et que le commanditaire en était Oussama ben Laden.
Khalid Cheikh Mohammed a été désigné comme le principal organisateur de ces attaques et a reconnu les faits lors de son procès.

## Enquête initiale
L'enquête du FBI sur les attentats du 11 septembre 2001, opération appelée PENTTBOM, fut l'enquête la plus importante et la plus complexe de l'histoire du FBI, mettant en jeu plus de 7 000 agents spéciaux. Dans les 72 heures après les attaques, le FBI avait réussi à identifier les 19 pirates de l'air morts. Aucun d'entre eux n'avait fait l'effort de cacher son nom sur le vol et les registres de carte bancaire, et il n'y avait que peu de gens de descendance arabe sur les vols. Le bagage de Mohammed Atta, qui n'a pas fait la connexion entre le vol de Portland vers le vol 11 American Airlines, contenait d'importants indices sur les pirates de l'air et leurs intentions. Son bagage contenait des documents qui révélaient l'identité de tous les 19 pirates de l'air, et apportait des informations sur leurs intentions, leurs motivations et leurs expériences passées. Le FBI avait réussi à trouver des détails comme les dates de naissance, les domiciles connus ou supposés, les visas et les identités spécifiques des pilotes supposés. Cependant, vu qu'aucun de ces documents n'a été présenté au procès Moussaoui (connu comme le 20e pirate de l'air), ces documents n'ont jamais été examinés par des experts légaux indépendants. Selon le dossier contre Zacarias Moussaoui, le 27 septembre 2001, le FBI avait communiqué des photos des 19 pirates de l'air, ainsi que des informations sur les possibles nationalités et surnoms de beaucoup d'entre eux.
Le jour des attaques, les Services Secrets américains ont également intercepté des messages liés à Oussama ben Laden. Le gouvernement des États-Unis avait établi qu'Al-Qaïda, avec Ben Laden à sa tête, était responsable des attaques. Le FBI ajoutait même que les preuves reliant Al-Qaida et Ben Laden aux attaques du 11 septembre étaient claires et irréfutables. Le gouvernement du Royaume-Uni en était venu à la même conclusion sur la responsabilité d'Al-Qaida et de Ben Laden pour les attaques du 11 septembre 2001.

## Pirates de l'air présumés
Identité des dix-neuf terroristes présentés comme les responsables des attentats :
| - Vol American Airlines 11 Abdulaziz al-Omari Mohammed Atta Wail al-Shehri Waleed al-Shehri Satam al-Suqami | - Vol United Airlines 175 Ahmed al-Ghamdi Fayez Banihammad Hamza al-Ghamdi Marwan al-Shehhi Mohand al-Shehri | - Vol American Airlines 77 Hani Hanjour Khalid al-Mihdhar Majed Moqed Nawaf al-Hazmi Salem al-Hazmi | - Vol United Airlines 93 Ahmed al-Haznawi Ahmed al-Nami Saeed al-Ghamdi Ziad Jarrah |

Les nationalités sont les suivantes : un Yéménite, un Libanais, deux provenant des Émirats arabes unis ; Mohammed Atta était de nationalité égyptienne. Tous les autres étaient saoudiens.

### Les commanditaires
- Le rapport de la commission 9/11 désigne Khalid Cheikh Mohammed, capturé en 2003, comme le cerveau opérationnel des attentats. Il précise en outre que, parmi les 27 terroristes infiltrés sur le territoire des États-Unis en tant que cellule dormante dans le cadre de la planification des attentats, un vingtième pirate de l’air aurait été retiré de l’opération au dernier moment. Son jugement par un tribunal militaire américain dans la base américaine de Guantanamo avec quatre autres coaccusés a débuté le 5 juin 2008[4].

- Le 20e pirate de l'air :
  - Ali Abdul Aziz Ali, cité lors du procès de Zacarias Moussaoui (article) ;
  - Mushabib al-Hamlan (article) ;
  - Ramzi Binalshibh, cité lors du procès de Zacarias Moussaoui (article)
  - Tawfiq bin Attash, dit « Khallad »  ;
  - Zacarias Moussaoui ;
  - Mohammed al-Kahtani ;
  - Zakariya Essabar, identifié également par le contre-espionnage en Allemagne (article).

Oussama ben Laden a revendiqué ces attentats à plusieurs reprises, selon Gilles Kepel : en décembre 2001 et 2002, de même qu’en octobre 2003 et 2004 . Il les revendiquait encore en 2009.
Ayman al-Zawahiri a plusieurs fois revendiqué au nom de son mouvement ces attaques et nié les théories du complot alternatif rattaché à cet évènement discréditant son mouvement.

## Al-Qaïda et Oussama ben Laden

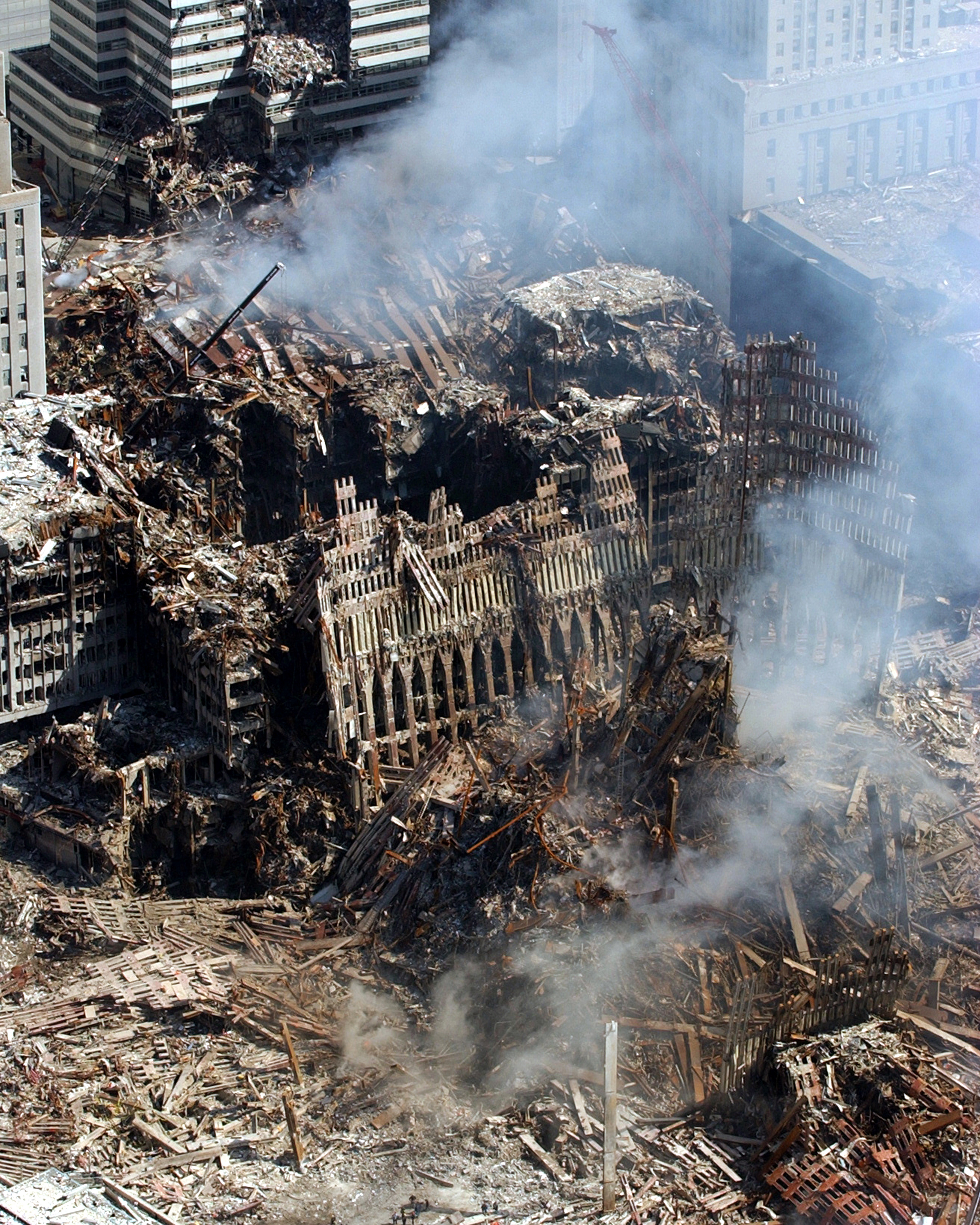
17 septembre 2001 - Une petite partie de la scène où le World Trade Center s'est écroulé après les attaques du 11 Septembre.

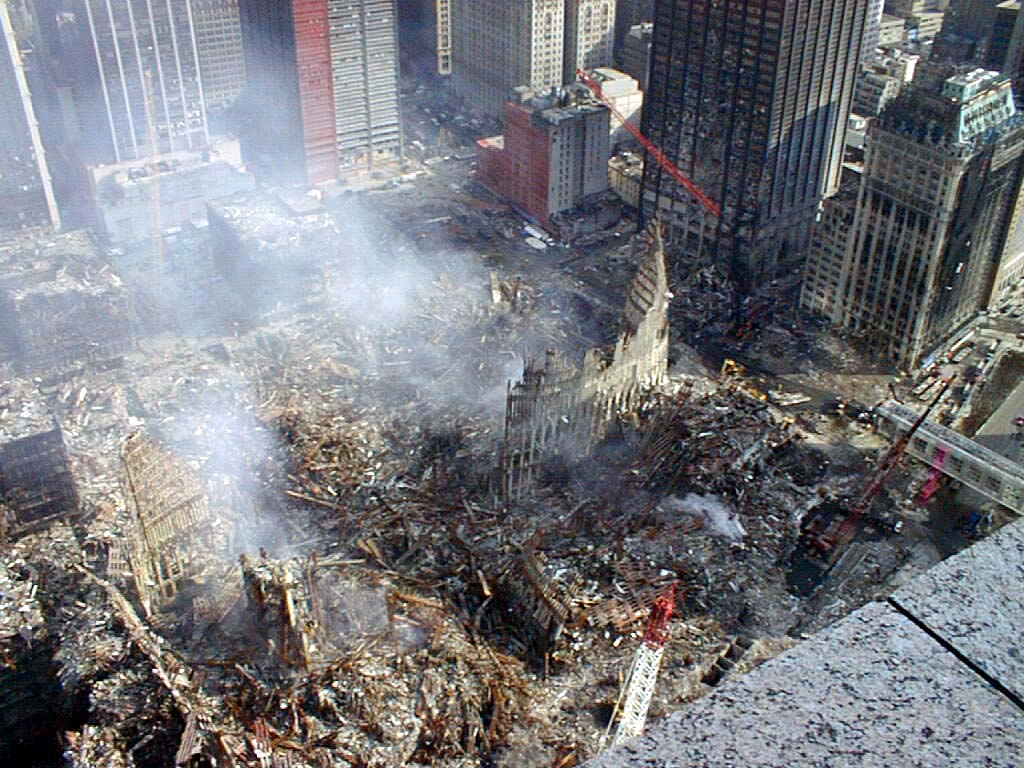
14 septembre, 2001- "La pile" à Manhattan

Les experts des Services Secrets parlent d'une courte liste d'organisations suspectées des attaques, des groupes possédant à la fois les moyens et les motivations pour commettre le crime. Il paraît certain que tous les pirates étaient d'origine arabe, et qu'aucun n'était afghan. De plus, à la fois par leur très grande taille, leur planification méticuleuse, les attentats sont une répétition des précédentes attaques d'Al-Qaida, comme l'attentat à la bombe de l'ambassade américaine en 1998 qui avait tué plus de 200 personnes.

### Attentat à la bombe en 1993 du World Trade Center
Dans l'attentat à la bombe du World Trade Center (26 février 1993), la bombe d'une voiture piégée a été déclenchée par des terroristes arabes islamistes dans le garage souterrain sous la Tour 1 du World Trade Center à New York. L'engin de 600 kg, à base d'essence et d'urée nitrique tua six personnes et en blessa plus de 1 000. Il aurait dû détruire les fondations de la Tour Nord, la faisant tomber sur sa jumelle.
L'attaque avait été planifiée par un groupe de conspirateurs, parmi lesquels Ramzi Youssef, Sheik Omar Abdel Rahman, El Sayyid Nosair, Mahmud Abouhalima, Mohammad Salameh, Nidal Ayyad, Ahmad Ajaj et Abdul Rahman Yasin. Ils avaient reçu un financement du membre d'Al-Qaïda, Khalid Cheikh Mohammed, l'oncle de Youssef, qui allait plus tard prétendument avouer avoir planifié les attaques du 11 septembre 2001.

### Déclarations d'intentions avant le 11 septembre 2001
Depuis 1996, Oussama ben Laden a présenté dans des déclarations publiques (fatwas) et dans des entretiens avec des journalistes, sa liste principale de griefs qu'il cite comme les raisons de ses déclarations de guerre contre les États-Unis.
En 1998, Oussama ben Laden et Ayman al-Zawahiri (chef du jihad islamique égyptien) ont cosigné une fatwa (décret religieux contraignant) au nom du front islamique mondial pour le jihad contre les juifs et les « croisés », déclarant que :

« La règle de tuer les Américains et leurs alliés, civils et militaires, est un devoir pour tout musulman qui en est capable dans tout pays où il est possible de le faire, pour libérer la mosquée al-Aqsa (à Jérusalem) et la Mosquée sacrée (à la Mecque) de leur emprise, et pour faire sortir leur armée des pays de l'islam, battus et incapables de menacer aucun musulman. Ceci est en accord avec les paroles d'Allah tout puissant, et battez-vous tous contre les païens, tout autant qu'ils se battent tous contre vous, et battez-vous contre eux jusqu'à ce qu'il n'y ait plus ni tumulte, ni oppression,  et que prévalent la justice et la foi en Allah. »

Lors d'un entretien avec le journaliste Rahimullah Yusufzai publié dans le magazine Time, le 11 janvier 1999, Oussama ben Laden a dit :

« Le front islamique international pour le jihad contre les États-Unis et Israël a émis une fatwa claire comme de l'eau de roche appelant les nations islamiques à poursuivre une jihad cherchant à libérer les sites sacrés. La nation de Mahomet a répondu à cet appel. Si l'instigation du jihad contre les juifs et les Américains pour les libérer la Mosquée Al-Aksa et les sanctuaires islamiques sacrés de Ka'aba dans le Moyen-Orient est considérée comme un crime, alors que l'Histoire me déclare comme un criminel. »

### Planification des attaques du 11 Septembre
Selon les interviews sur Al Jazeera, ainsi que selon les interrogations aux États-Unis des membres d'Al-Qaida Ramzi Binalshibh et Khalid Cheikh Mohammed (capturés en 2002 et 2003 respectivement), Khalid Mohammed était l'instigateur et principal organisateur des attaques. Binalshibh aurait été choisi comme pirate de l'air, mais il n'aurait pas réussi à entrer aux États-Unis.
Khalid Mohammed apporta un financement à son neveu Ramzi Yousef pour l'attentat à la bombe du World Trade Center en 1993. De plus, il collabora au complot Bojinka qui appelait à piéger plus d'une dizaine d'avions commerciaux pour les exploser en plein vol ou les détourner pour les utiliser comme missiles. La planification du complot Bojinka commença en 1994 et fut financée en partie par Oussama ben Laden, mais fut contrariée par un feu accidentel en 1995.
Au milieu de l'année 1996, Khalid Mohammed présenta un nouveau plan aux dirigeants d'Al-Qaida, prévoyant d'utiliser plusieurs avions à la fois sur les côtes est et ouest pour les détourner et les envoyer sur des cibles.
Selon Binalshibh et Khalid Mohammed, six des pirates de l'air ont participé activement à la planification, y compris les quatre qui devinrent pilotes. Les deux autres étaient Khalid al-Mihdhar et Nawaf al-Hazmi. Des agents de la CIA auraient surveillé les mouvements de ces deux militants bien connus lors de leur entrée aux États-Unis mais ne notifièrent pas le FBI, ni ne comprirent quoi que ce soit des plans des pirates. Cependant, durant une contre-interrogation lors du procès Moussaoui en 2006, des agents du FBI déclarèrent que le bureau était conscient, des années avant les attaques de 2001 qu'Al-Qaida planifiait d'utiliser des avions pour détruire des bâtiments importants. Le chef superintendant philippin Avelino Razon avait constaté de tels projets durant l'enquête sur l'Opération Bojinka, disant :

« Je n'imaginais pas qu'ils allaient abattre un avion 757 dans le World Trade Center. Je croyais que la mission suicide allait impliquer un petit aéronef Cessna, chargé de plusieurs kilos d'explosifs, comme les pilotes kamikazes japonais plongeant sur une cible durant la Deuxième Guerre mondiale. »

Les cibles finalement choisies étaient le World Trade Center, le Pentagone et le Capitole des États-Unis. Il était apparemment prévu que le vol 93 soit dirigé sur le Capitole. La Maison Blanche était considérée comme une cible ; écartée au départ car trop difficile à localiser depuis les airs, elle fut plus tard ajoutée aux plans. 

### Déclarations après le 11 septembre 2001
Selon Gilles Kepel, Oussama ben Laden a revendiqué les attentats en décembre 2001 et 2002 (13 décembre 2001 : « Nous avons calculé à l'avance le nombre d'ennemis qui seraient tués, d’après la structure  de la tour. Nous avons estimé que trois ou quatre étages seulement seraient touchés. J'étais le plus optimiste de tous (...) En raison de mon expérience dans le domaine, je pensais que l’incendie du carburant de l’avion ferait fondre la structure en fer du bâtiment, et que cela provoquerait uniquement l'effondrement des étages percutés par l’avion et de ceux situés au-dessus. C'est tout ce que nous espérions. »), de même qu’en octobre 2003 et 2004 (30 octobre 2004 : « Je vous le dis, Allah sait qu'il ne nous était pas venu à l'esprit de frapper les tours. Mais après qu'il fut devenu insupportable de voir l'oppression et la tyrannie de la coalition américano-israélienne contre notre peuple de Palestine et du Liban, j'ai alors eu cette idée. ») et les revendiquait encore en 2009, selon le site As-Sahab. 
Oussama ben Laden s'est d'autre part réjoui de ces destructions dans des vidéos diffusées en octobre et novembre 2001 (7 octobre 2001 : « Dieu Tout-Puissant a frappé les États-Unis en leur point le plus vulnérable. Il a détruit leurs plus grands bâtiments. Louange à Dieu. Les États-Unis sont remplis de terreur du nord au sud et de l'est à l'ouest. Louange à Dieu (...) Il a permis à un groupe de musulmans à l'avant-garde de l'Islam de détruire les États-Unis. Je lui demande de leur accorder le paradis. »),.

## Débats sur un rôle éventuel de l'Arabie saoudite ou de certains personnels de ses ambassades
En décembre 2012, l'ancien sénateur américain Bob Graham accuse le FBI et la CIA de dissimuler des informations concernant le soutien financier des attentats par l'Arabie saoudite. En décembre 2013, la deuxième Cour d’Appel de New York réexamine des plaintes déposées par des familles de victimes du 11 septembre 2001 selon lesquelles l’Arabie saoudite aurait fourni une aide matérielle et, cassant la décision de la juridiction de première instance prise en 2005, déclare que « les intérêts de la justice » justifiaient de réexaminer ces plaintes,.
En juillet 2015, plusieurs documents de travail de la commission d'enquête, qui jusque-là n'avaient pas été mis à disposition du public, sont déclassifiés sous l'autorité de l'ISCAP (Interagency Security Classification Appeals Panel).
Le Document no 2012-048-doc17 mentionnerait notamment que parmi les documents enterrés par Ghasaan Al-Sharbi (qui s'était entraîné au vol avec les kamikazes du 11 septembre mais n'a finalement pas volé avec eux) peu avant son arrestation, se trouvait une enveloppe de l'ambassade saoudienne aux États-Unis contenant son certificat de vol,.
En juillet 2016, le Congrès des États-Unis publie un document de 28 pages crédibilisant les accusations de Zacarias Moussaoui :

« […] certains des pirates de l'air du 11 septembre étaient en contact avec des individus connectés avec le gouvernement saoudien qui leur apportaient de l’aide et du soutien […] qu’au moins deux de ces individus ont été soupçonnés d’être des agents de renseignements saoudiens. »

Aucune preuve matérielle n'a néanmoins jamais confirmé les accusations de Moussaoui, réfutées ainsi par l'ambassade américaine de l'Arabie saoudite : « Moussaoui est un criminel dérangé qui n'apporte aucune preuve. En 2004, la Commission du 11 septembre avait exonéré l'Arabie saoudite de toute responsabilité. » Mais en 2016, le New York Post détaille le rôle joué par la représentation saoudienne aux États-Unis.
En mai 2020, dans le cadre d'un dossier judiciaire, le FBI révèle accidentellement l'identité d'un responsable de l'ambassade saoudienne à Washington dont ses agents soupçonnent qu'il avait fourni un soutien crucial à deux des pirates de l'air d'Al-Qaida. La divulgation est intervenue dans une nouvelle déclaration déposée devant un tribunal fédéral par un haut responsable du FBI en réponse à un procès intenté par des familles de victimes du 11 septembre qui accuse le gouvernement saoudien de complicité dans les attaques terroristes.
Selon un porte-parole des familles des victimes du 11 septembre, cela représente une percée majeure dans cette affaire de longue date, fournissant pour la première fois une confirmation apparente que les agents du FBI enquêtant sur les attaques pensaient avoir découvert un lien entre les pirates de l'air et l'ambassade d'Arabie saoudite à Washington. Pour Michael Isikoff, correspondant principal des enquêtes de Yahoo News, cela met également en lumière les efforts déployés par les hauts responsables de l'administration Trump ces derniers mois pour empêcher que des documents internes sur la question ne deviennent publics.